# Сутягино (Мордовия)
Сутягино — село Ковылкинского района Республики Мордовия в составе Большеазясьского сельского поселения. 

## География
Находится на расстоянии примерно 20 километров по прямой на северо-запад от районного центра города Ковылкино.

## История
Возникло в середине XVII века.  Михайловская церковь в селе была деревянной (построена в 1854 году). В 1869 году учтено как казённое село Краснослободского уезда из 81 двора.

## Население
Постоянное население составляло 139 человек (русские 90%) в 2002 году, 97 в 2010 году .